# An Điền, Thạnh Phú
An Điền là một xã thuộc huyện Thạnh Phú, tỉnh Bến Tre, Việt Nam.
Xã An Điền có diện tích 43,18 km², dân số năm 1999 là 5085 người, mật độ dân số đạt 118 người/km².